# 조치원로
조치원로(鳥致院路, Jochiwon-ro)는 세종특별자치시 조치원읍 원리 조치원역 광장과 상리 조천교를 잇는 세종특별자치시의 도로이다. 조치원읍 읍내 중심부를 동서로 잇는 도로이며, 조천교 부근에서 국도 제36호선이 지난다.

## 연혁
- 2009년 7월 10일 : 2개 이상 시·도에 걸쳐 있는 도로로 조치원로를 고시[1]

## 주요 경유지
세종특별자치시
- 조치원읍

## 노선
| 이름                 | 접속 노선                | 소재지         | 소재지   | 비고               |
| -------------------- | ------------------------ | -------------- | -------- | ------------------ |
| 조치원역 광장        | 으뜸길                   | 세종특별자치시 | 조치원읍 |                    |
| 역전 교차로          | 새내로                   | 세종특별자치시 | 조치원읍 |                    |
| 군민회관사거리       | 문화로 장안로            | 세종특별자치시 | 조치원읍 |                    |
| 조치원공영버스터미널 |                          | 세종특별자치시 | 조치원읍 |                    |
| 상리사거리           | 국도 제36호선 (허만석로) | 세종특별자치시 | 조치원읍 | 국도 제36호선 구간 |
| 조천교               |                          | 세종특별자치시 | 조치원읍 | 국도 제36호선 구간 |
| 가로수로와 직결      |                          |                |          |                    |

## 주요 건물 및 시설물
- 조치원공영버스터미널 (세종특별자치시 조치원읍 조치원로 54)